# Siemionowka (rejon konyszowski)
Siemionowka (ros. Семёновка) – wieś (ros. деревня, trb. dieriewnia) w zachodniej Rosji, w sielsowiecie płatawskim rejonu konyszowskiego w obwodzie kurskim.

## Geografia
Miejscowość położona jest w dorzeczu Sużawicy (lewy dopływ Swapy), 4,5 km od centrum administracyjnego sielsowietu (Kaszara), 19 km na południowy zachód od centrum administracyjnego rejonu (Konyszowka), 82 km na północny zachód od Kurska.
We wsi znajduje się 67 posesji.
Klimat
Miejscowość, jak i cały rejon, znajduje się w strefie klimatu kontynentalnego z łagodnym ciepłym latem i równomiernie rozłożonymi opadami rocznymi (Dfb w klasyfikacji klimatów Köppena).

## Demografia
W 2010 r. wieś zamieszkiwały 73 osoby.